# Gangban
Gangban è un arrondissement del Benin situato nella città di Adjohoun (dipartimento di Ouémé) con 13.453 abitanti (dato 2006).